# Antonio Floro Flores
Antonio Mariano Floro Flores (Nápoles, 18 de junio de 1983) es un exjugador de fútbol italiano que jugaba como delantero.
En enero de 2020 anunció su retirada como futbolista profesional tras pasar el último año y medio de su carrera en la Casertana.

## Trayectoria
Realizó las categorías juveniles en el Napoli hasta llegar al primer equipo. Su debut profesional en la Serie A fue el 28 de enero de 2000 frente a A.S. Roma en un partido que fue derrota para el equipo de Nápoles. El equipo desciende a la Serie B pero Flores renueva contrato por una temporada. En la temporada 2002-03 el Napoli se salva de un segundo descenso en la última fecha.
El año siguiente fue cedido Sampdoria, equipo que por ese entonces se desempeñaba en la Serie A. En uno de los 4 partidos que disputó con el club consigue su primer gol en la máxima división italiana. En el verano de 2004, el club cae en bancarrota y el jugador partenopeo se queda sin contrato debido a que rechazo la propuesta de jugar con el Napoli en la Serie C1, y firma con el Perugia Calcio. Con su nuevo equipo marca 8 goles en la Serie B y otros dos durante los play-off de promoción a la Serie A contra el Treviso.
En el verano de 2005 el Perugia también sufre la bancarrota y Floro Flores firmó con el Arezzo de la Serie B.
Después de que su equipo descendiera a la Serie C1 en el verano de 2007, fue contratado por el Udinese mediante el sistema de Co-ownership. 
En agosto de 2011, tras un paso fugaz por el Génova, firmó un contrato de 5 años con el club.
En junio de 2012 fichó por el Granada Club de Fútbol, con un contrato de cesión de un año.

## Estadísticas[2]
| Temporada | Club                     | País   | Partidos | Goles | Promedio |
| --------- | ------------------------ | ------ | -------- | ----- | -------- |
| 2000-2003 | SSC Napoli               | Italia | 48       | 2     | 0,04     |
| 2003      | Sampdoria                | Italia | 4        | 1     | 0,25     |
| 2004      | SSC Napoli               | Italia | 14       | 1     | 0,07     |
| 2004-2005 | Perugia Calcio           | Italia | 27       | 8     | 0,29     |
| 2005-2007 | Arezzo                   | Italia | 79       | 28    | 0,35     |
| 2007-2010 | Udinese Calcio           | Italia | 114      | 22    | 0,19     |
| 2011      | Génoa F.C.               | Italia | 18       | 10    | 0,55     |
| 2011-2012 | Udinese Calcio           | Italia | 26       | 4     | 0,15     |
| 2012-2013 | Génoa F.C.               | Italia | 12       | 1     | 0,08     |
| 2012-2013 | Granada C.F.             | España | 11       | 2     | 0,19     |
| 2013-2014 | Génoa F.C.               | Italia | 2        | 0     | 0        |
| 2013-2015 | Sassuolo                 | Italia | 3        | 1     | 0,33     |
| 2016      | Chievo Verona (Préstamo) | Italia |          |       |          |
|           |                          | Total  | 365      | 76    | 0,21     |

 Actualizado (5-2-2012)